# Kevin Keelan
Kevin Daniel Keelan (Calcutta, 5 gennaio 1941) è un ex calciatore inglese, di ruolo portiere.

## Carriera

### Giocatore
Esordisce tra i professionisti nella stagione 1959-1960 all'età di 18 anni con la maglia dell'Aston Villa, club della prima divisione inglese, con cui gioca per due stagioni disputando complessivamente 5 partite di campionato; conclude poi la stagione 1960-1961 allo Stockport County, con cui gioca 3 partite in quarta divisione. Dopo aver trascorso la prima parte della stagione 1961-1962 ai semiprofessionisti dei Kidderminster (con cui già aveva giocato da ragazzo nelle giovanili), trascorre una stagione e mezzo in quarta divisione con i gallesi del Wrexham, con cui gioca complessivamente 68 partite di campionato, conquistando anche una promozione in terza divisione al termine della stagione 1961-1962.
Nell'estate del 1963 passa al Norwich City, club di seconda divisione, in cui rimane in rosa per complessive 15 stagioni consecutive: in particolare, nella stagione 1971-1972 vince il campionato di seconda divisione, conquistando così la prima promozione in prima divisione nella storia del club. Dopo un biennio in massima serie gioca nuovamente in seconda divisione nella stagione 1974-1975, che termina con una nuova promozione in prima divisione, dove rimane fino al 1978: in questi anni gioca (e perde) anche due finali di Coppa di Lega, nelle stagioni 1972-1973 e 1974-1975. Nell'arco della sua permanenza nel club gioca complessivamente 673 partite ufficiali (di cui 571 in campionato), grazie alle quali diventa il giocatore con più presenze in partite ufficiali nella storia dei Canaries.
Nel 1978 passa in prestito ai N.E. Tea Men, nella NASL; viene in seguito acquistato a titolo definitivo e rimane nel club fino al 1980, per un totale di 73 presenze. Chiude poi la carriera giocando per una stagione a calcio indoor con i Jacksonville Tea Men ed infine nuovamente nella NASL con i T.B. Rowdies.

### Allenatore
Dal 1981 al 1982 è vice dei Tampa Bay Rowdies, diventando poi per un periodo allenatore ad interim della squadra dopo le dimissioni di Gordon Jago. In seguito ha lavorato nella squadra della University of Tampa ed ai Tampa Bay Mutiny come preparatore dei portieri.

## Palmarès

### Giocatore

#### Competizioni nazionali
- Campionato inglese di seconda divisione: 1

Norwich City: 1971-1972